# Sitka
Sitka (hasta 1867 en ruso: Ново-Архангельск, transliterado: Novoarkhangelsk) es el nombre de una ciudad y un distrito del estado de Alaska, EE. UU. El distrito tiene una superficie de 12 461.48 km² (de los que 5.018,42 km² están cubiertos de agua), una población de 8835 habitantes y una densidad de población de 0,5 hab./km² (datos del censo de población estadounidense de 2000). El Imperio ruso fundó la ciudad en 1799, y es la mayor subdivisión administrativa de EE. UU.
El nombre Sitka (derivado de Shiit’ká, contracción del nombre Tlingit Shii At'iká) significa "gente de fuera de Shii". Shiit’-ká X'áat'l (o, a menudo, simplemente Shii) es el nombre Tlingit de la Isla de Baranof. A veces la ciudad también recibe el nombre de "Sitka-by-the-Sea" (Sitka del mar).

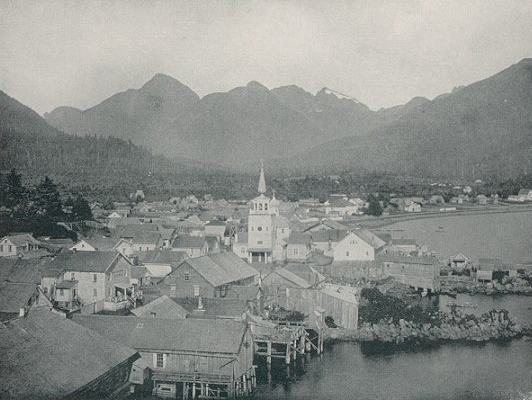
Foto de 1891 de la catedral ortodoxa rusa y de parte de la ciudad de Sitka, con las montañas Las Hermanas detrás, sacada desde Cerro Bastillo.

En la novela "El sindicato de policía yiddish" de Michael Chabon, Sitka es el lugar donde suceden los hechos, así como en la película "The World in His Arms" de Gregory Peck, Ann Blyth y Anthony Quinn (1952) y The Proposal" (2009), protagonizada por Sandra Bullock y Ryan Reynolds. En la serie argentina Los Simuladores, es la ciudad elegida por Carlos Lorenzo para asentarse, debido a que las bajas temperaturas de Sitka no permiten vivir al clon que lo persigue.
Es un puerto de escala de las modernas líneas de cruceros turísticos.